# Fire Shadow
Die Fire Shadow ist unbemanntes kampffähiges Luftfahrzeug vom Typ Loitering-Weapon ("Lauernde Waffe") des Herstellers MBDA, welches für das britische Militär entwickelt wird. Es hat die Fähigkeit, nach dem Start bis zu sechs Stunden über dem Zielgebiet zu verweilen, um dann bei Bedarf ein Ziel zugewiesen zu bekommen.

## Beschreibung
Die Fire Shadow wurde mit dem Ziel entwickelt, der Army eine vergleichsweise preiswerte Waffe zur Verfügung zu stellen, die auf große Distanzen Schläge mit hoher Präzision ausführen kann. Gestartet wird die Fire Shadow mit Hilfe eines Raketenboosters, für den Antrieb während des Marschfluges sorgt ein Kolbentriebwerk. Die Waffe hat die Fähigkeit, zunächst gestartet zu werden, längere Zeit über dem Zielgebiet zu kreisen um ihr erst später ein Ziel zuzuweisen (Loitering Weapon). Hierfür verfügt sie über einen Datenlink, über den einerseits Bilder des Suchers an die Bodenstation übertragen werden können und andererseits Steuer- und Zieldaten an die Waffe übertragen werden können. Die Fire Shadow ist nicht wiederverwendbar. Wurde sie gestartet und wurde ihr kein Ziel zugewiesen, so wird nach Verbrauch des Treibstoffvorrats für den Antriebsmotor eine Selbstzerstörung in Form eines kontrollierten Absturzes eingeleitet.

## Entwicklung
Die Entwicklung begann 2008. Der Erstflug fand am 21. November 2010 in Vidsel statt, gefolgt von weiteren Flugversuchen am 13. Mai 2011. Probleme mit der Zuverlässigkeit des Waffensystems verhinderten bislang einen operativen Einsatz.

## Auslieferung
Ursprünglich sollte die Fire Shadow ab März 2012 in Afghanistan zum Einsatz kommen. Aufgrund von politischen und technischen Problemen wurde dieser Einsatz jedoch verschoben.